# بروسلی (لوئیزیانا)
بروسلی (به انگلیسی: Brusly) شهری در ایالت لوئیزیانا کشور ایالات متحده آمریکا است که جمعیت آن در سرشماری سال ۲۰۱۰ میلادی، ۲٬۵۸۹ نفر بوده‌است.